# Maria João Quadros
Maria João Quadros (Nampula, 19 de fevereiro de 1948 - Lisboa, 8 de dezembro de 2023) foi uma fadista e cantora portuguesa.

## Biografia
Nasceu na província de Nampula, Moçambique, em 1948, para onde o seu pai tinha emigrado com cerca de 18 anos, e onde a mãe tinha nascido (filha de pais aí emigrados). É uma de dez crianças do casal. Viajou por todo o país, fruto da profissão do pai, e estabeleceu-se em Lourenço Marques em cerca de 1961-1962. A mãe, professora, ensinou-a até entrar para o liceu. A poeta Fernanda de Castro era sua tia paterna e a escritora Rita Ferro era sua prima. Começa a cantar fado no Rádio Clube de Moçambique, aos 16 anos.
Muda-se para Luanda com a intenção de integrar a TAP Air Portugal, mas acaba por abrir uma tasca nessa cidade, chamada Só, onde se cantam fados. Vai depois viver para Lisboa onde, depois duma atuação, conhece o poeta Tiago Torres da Silva, que irá escrever para ela vários fados. Cantava na sua casa de fados em Alcântara, A Casa da Mariquinhas.
No seu álbum Fado Mulato, editado em 2008, colaborou com vários artistas e compositores brasileiros, incluindo Ivan Lins, Francis Hime, Zeca Baleiro, Chico César, Olivia Byington, que para ela escreveram fados, letrados por Tiago Torres da Silva.
Em 2010, recebe o Prémio Femina por mérito nas Artes Musicais.
Morreu em dezembro de 2023, depois de um período de hospitalização devido a um tumor no pâncreas ao qual tinha sido operada em outubro do mesmo ano.
Em 2024 recebe, a título póstumo, a medalha de mérito cultural da cidade de Lisboa.

## Discografia
- Orfeu[15]
- Fado Mulato (2008)
- Não Quero Rosas Vermelhas
- Maria João Quadros